# Фосфат европия(III)
Фосфат европия(III) — неорганическое соединение, 
соль европия и фосфорной кислоты с формулой EuPO4,
белые с желтоватым оттенком кристаллы,
образует кристаллогидрат.

## Получение
- Нагревание оксида европия(III) с гидрофосфатом аммония:

{\displaystyle {\mathsf {Eu_{2}O_{3}+2(NH_{4})_{2}HPO_{4}\ {\xrightarrow {950^{o}C}}\ 2EuPO_{4}+4NH_{3}+3H_{2}O}}}

## Физические свойства
Фосфат европия(III) образует белые с желтоватым оттенком кристаллы
моноклинной сингонии,
параметры ячейки a = 0,6647 нм, b = 0,6867 нм, c = 0,6337 нм, β = 103,66°.
Образует кристаллогидрат состава EuPO4•n H2O, который полностью теряет воду при 600°С.